# Renault Rafale
Renault Rafale je středně velké crossover SUV (konkrétně Coupe SUV) francouzské automobilky Renault, jež se začalo prodávat v roce 2024. Je založeno na platformě Renault–Nissan CMF-CD, přičemž asi 75 % vozu je identických s vozy Renault Austral a Renault Espace. Po kompaktním SUV Renault Arkana jde o druhé coupe SUV, které společnost Renault nabízí. 
Svůj název vůz dostal po letadlu zvaném C.460 Rafale. Nabízí hybridní a plug-in hybridní pohon, přičemž zákazníci si mohou vybrat mezi pohonem všech kol (PHEV) nebo jen kol předních (FHEV). Vyráběno je v automobilovém závodě ve španělském městě Palencia. Na začátku roku 2025 se začal prodávat i v Česku, přičemž jeho základní cena začínala na jednom milionu Kč.

## Galerie

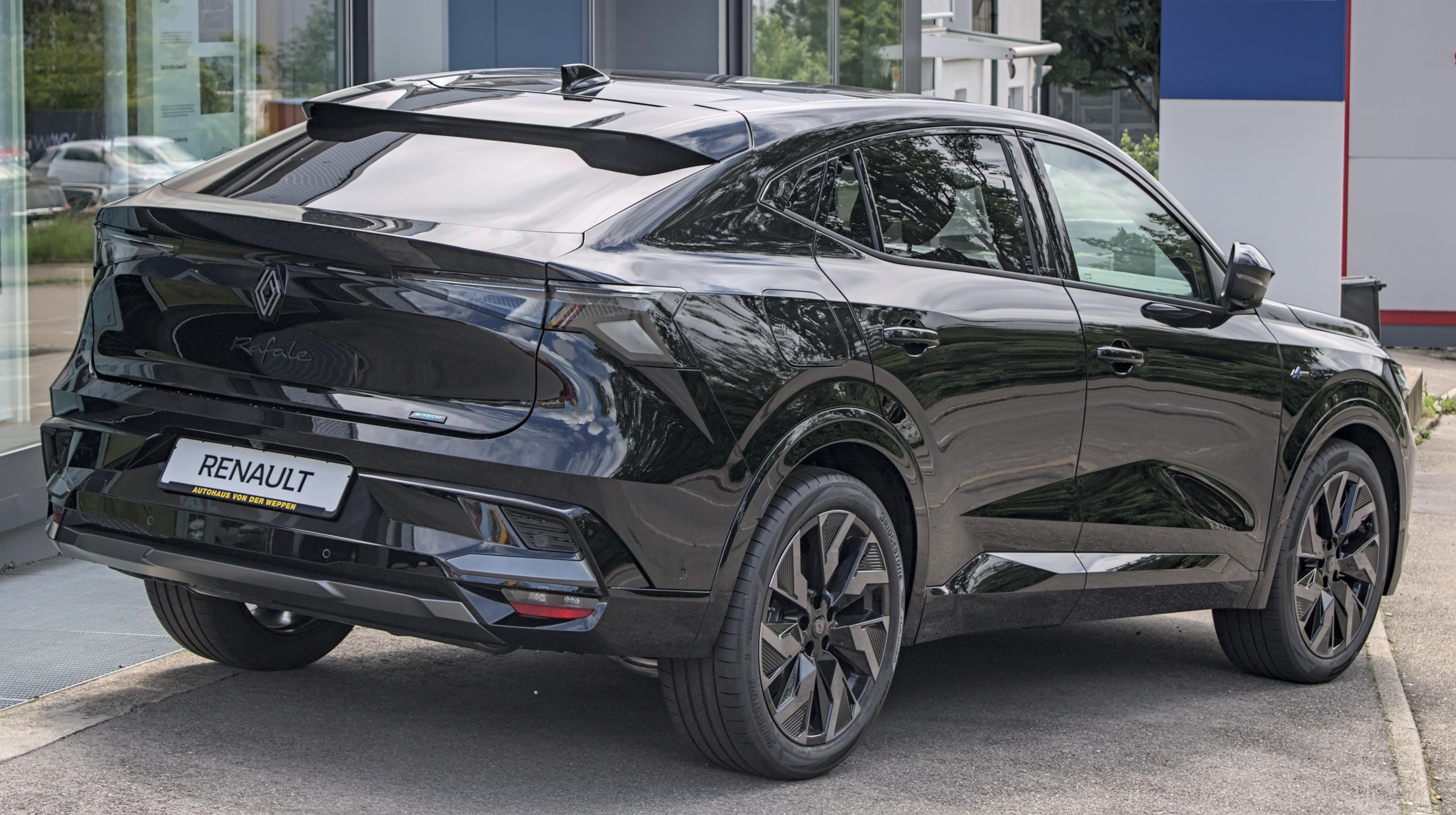
V černém provedení (zezadu)
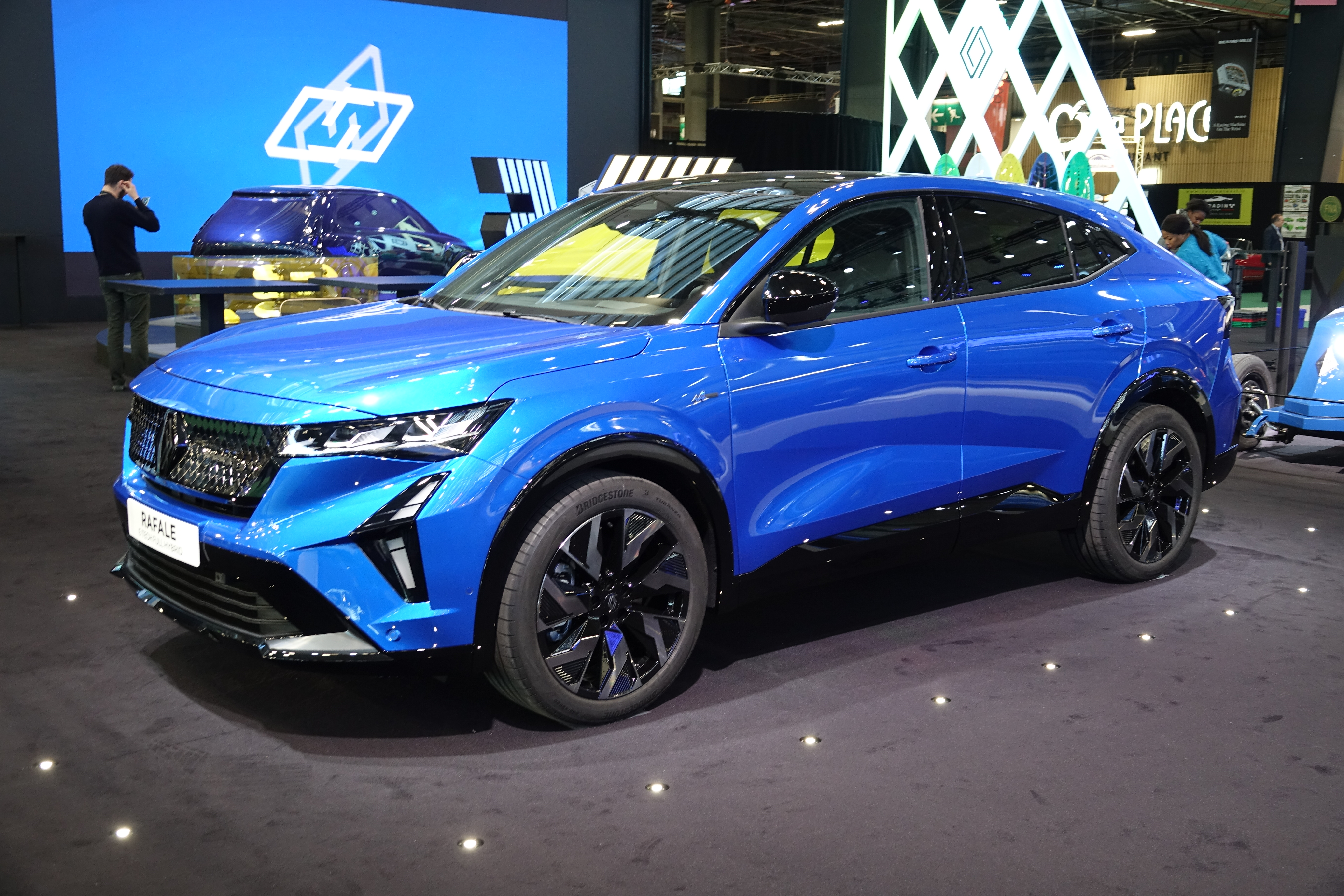
V modrém provedení
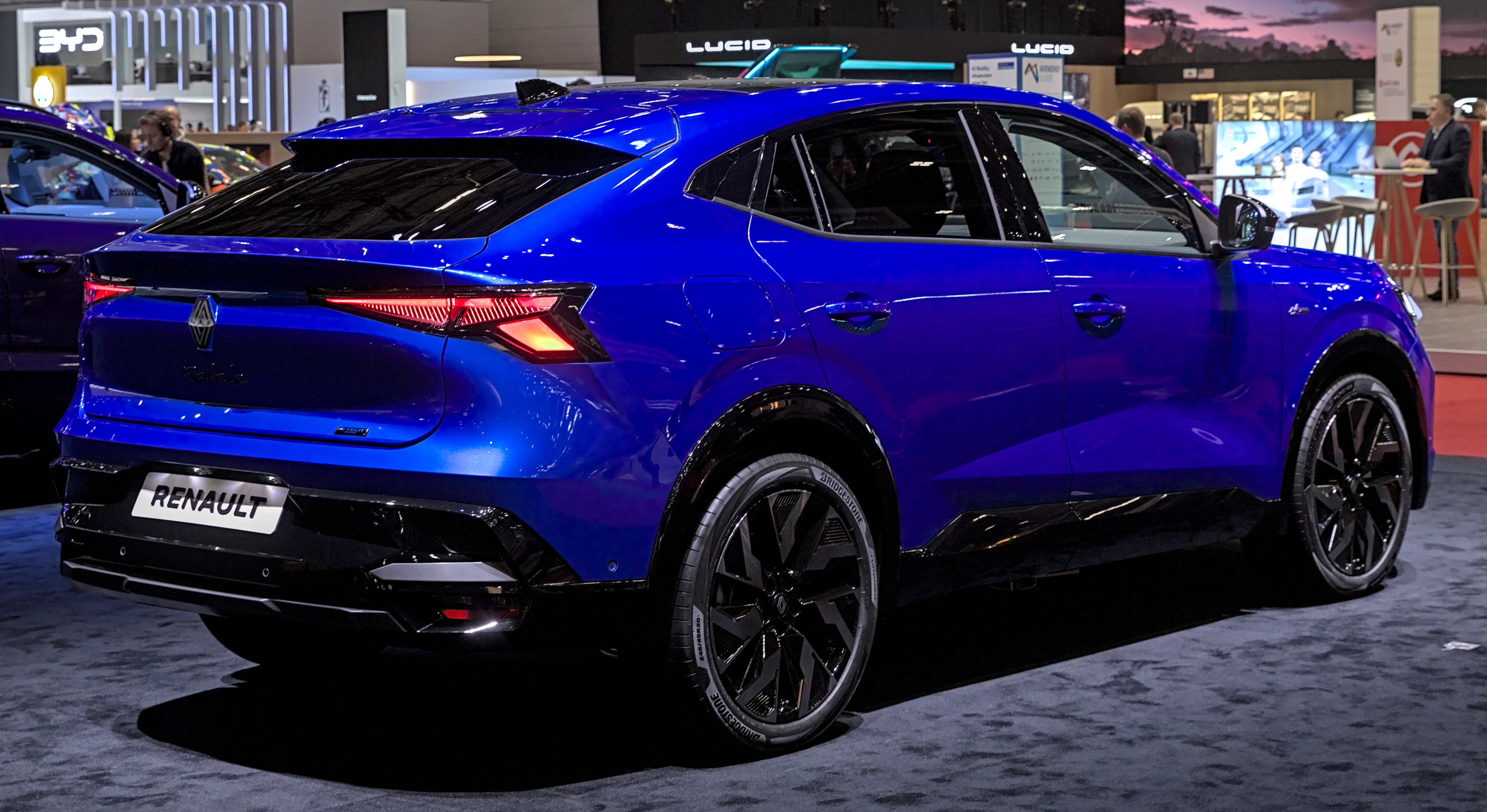
V modrém provedení (zezadu)
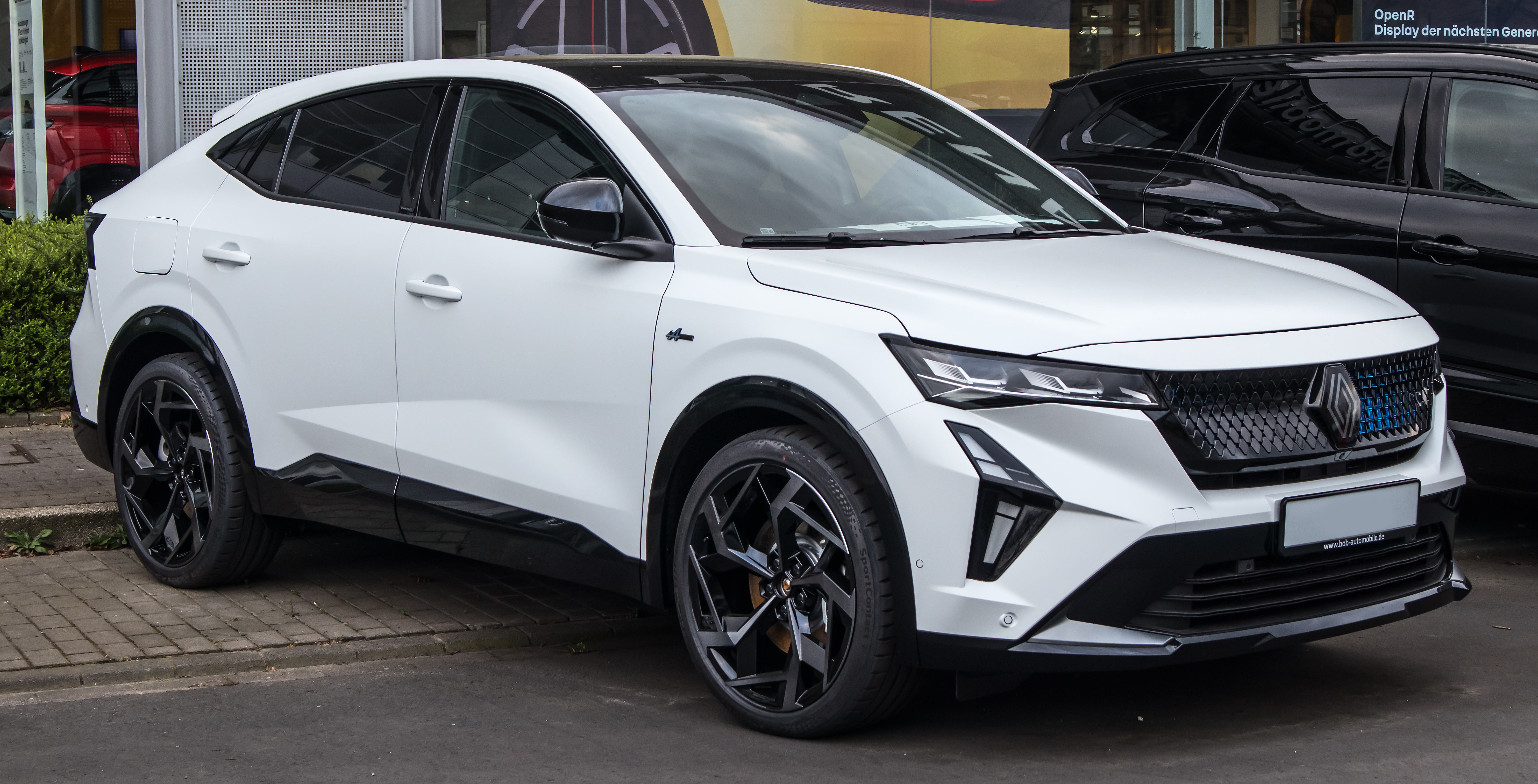
V bílém provedení
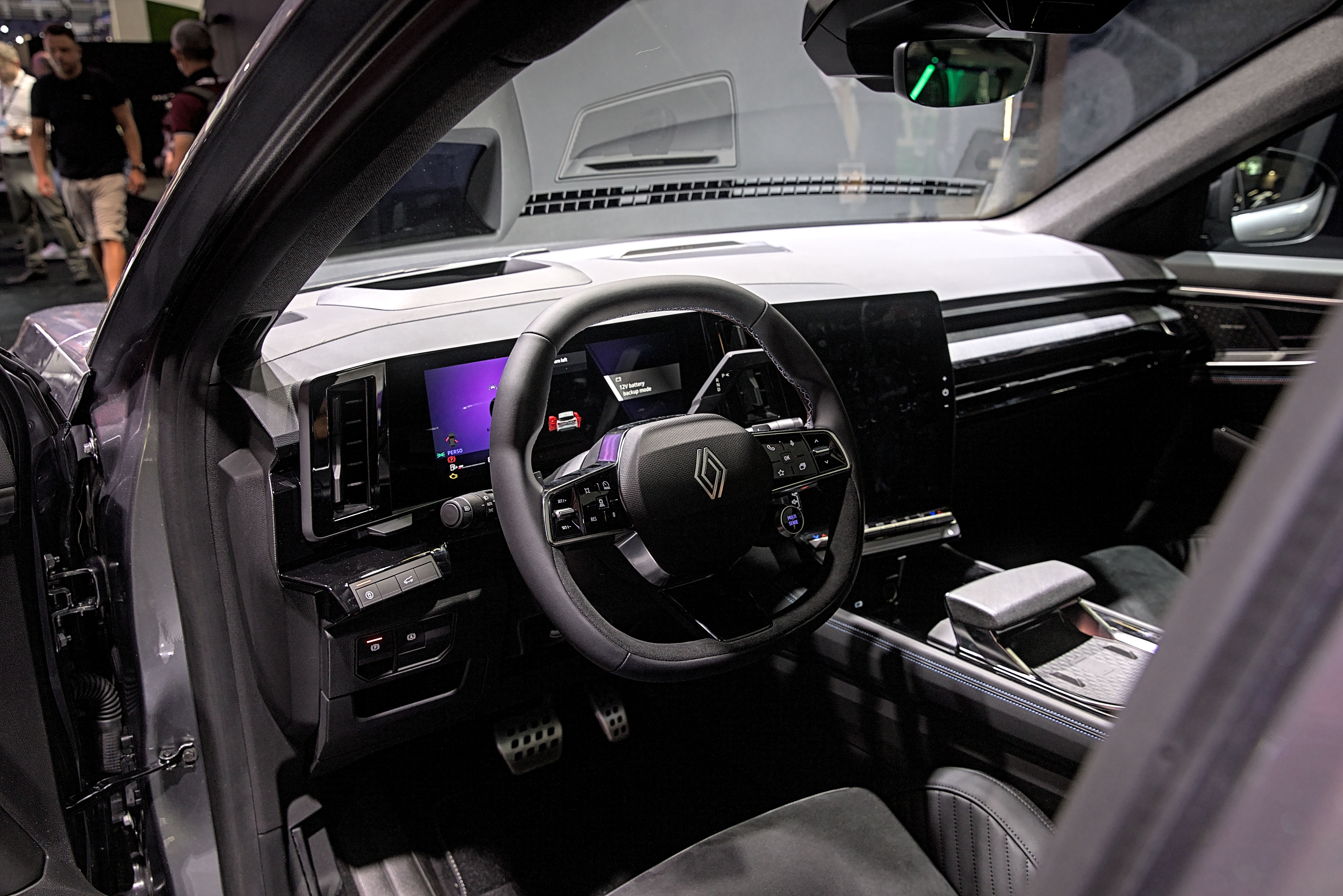
Interiér přední části vozu